# Visconde da Gândara
Visconde da Gândara é um título nobiliárquico criado por D. Luís I de Portugal, por Decreto de 8 de Julho de 1886, em favor de António Correia de Magalhães Ribeiro.
Titulares
1. António Correia de Magalhães Ribeiro, 1.º Visconde da Gândara.